# Anton Goroděckij
Anton Goroděckij je fiktivní postava v knižní sérii Hlídka ruského spisovatele Sergeje Lukjaněnka. 
Anton je Jiný. Má schopnosti, které běžný smrtelník nemá. Umí chodit v šeru, což je další vrstva reality, kde čas plyne pomaleji a svět se zdá býti šedivým. Když se poprvé ocitnul v šeru, jeho mysl byla nakloněna k dobru, a tak se stal Světlým. Objevil ho šéf moskevské pobočky Noční hlídky Boris Ignaťjevič, který se stal se Antonovým patronem.
Anton v hlídce nejdříve pracoval sedm let jako programátor na analytickém oddělení, poté je nasazen jako aktivní pracovník se specializací na lov upírů, aby tak dohlížel na dodržování pořádku ze strany Temných. Jeho pracovní zařazení je nejprve mág páté kategorie, později třetí s možností postupu na druhou kategorii. Na konci knižní série je již nejvyšším mágem - mimo kategorie.
Jeho ženou se stala Světlana Nazarovová, taktéž Světlá a kouzelnice mimo kategorie. Narodila se jim dcera Naďa, nejmocnější Světlá kouzelnice na světě (tzv. nulová).